# Владислав Немирич (каштелян)
Владислав (Міхал) Немирич (д/н — 18 квітня 1712) — державний діяч, урядник Республіки Обох Націй.

## Життєпис
Походив з магнатського спольщеного українського роду Немиричів гербу Клямри, черняхівської гілки. Другий син Степана Немирича, київського підкоморія, та його першої дружини Гризельди Віламовни. Народився у 1650 році. Виховувався в аріанському дусі.
1664 року разом з родиною вирушив у вигнання. Мешкав у Бранденбурзі. З 1665 року навчався разом з братами у Стефана Любенецького в Гамбурзі, де до 1669 року вивчав політичні науки, фінанси, французьку мову, теологію. У 1670-х роках двічі одружився, але не мав дітей.
У 1680 році разом з батьком повертається до Республіки Обох Націй, переходить на католицтво. Змінив ім'я на Міхал. Отримує частину дідичених володінь разом з містом Черняхів. Згодом отримав Новоселецьке староство. 1706 року призначається каштеляном поланецьким. Завдяки цьому став сенатором Республіки Обох Націй. Перебував на посаді до самої смерті у 1712 році.

## Родина
1. Дружина — Гелена Пясечинська, дітей не було
2. Дружина — з роду Блажейовських гербу Сас, дітей не було
3. Дружина — Софія, донька Людовика Скоричці, хорунжого перемиського. Діти:

- Кароль Юзеф (д/н—1755), одружений з Антоніною Яловицькою
- Єжи,
- Август (д/н—1775), поланецький каштелян
- Станіслав
- Міхал
- Констанція, дружина: 1) Кароля Джевецького, люблінського каштеляна; 2) Якуба Стемпковського, каштеляна жарнівського
- Елеонора
- Ізабелла, черниця бенедиктинського монастиря в Ярославі